# Ріттер (місячний кратер)
Кра́тер Рі́ттер (лат. Ritter) — великий метеоритний кратер у південно-західній частині Моря Спокою на видимому боці Місяця. Назва присвоєна на честь німецького географа Карла Ріттера (1779—1859) і німецького інженера-будівельника Августа Ріттера (1826—1908); затверджена Міжнародним астрономічним союзом у 1935 році. Утворення кратера відбулось у ранньоімбрійському періоді.

## Опис кратера

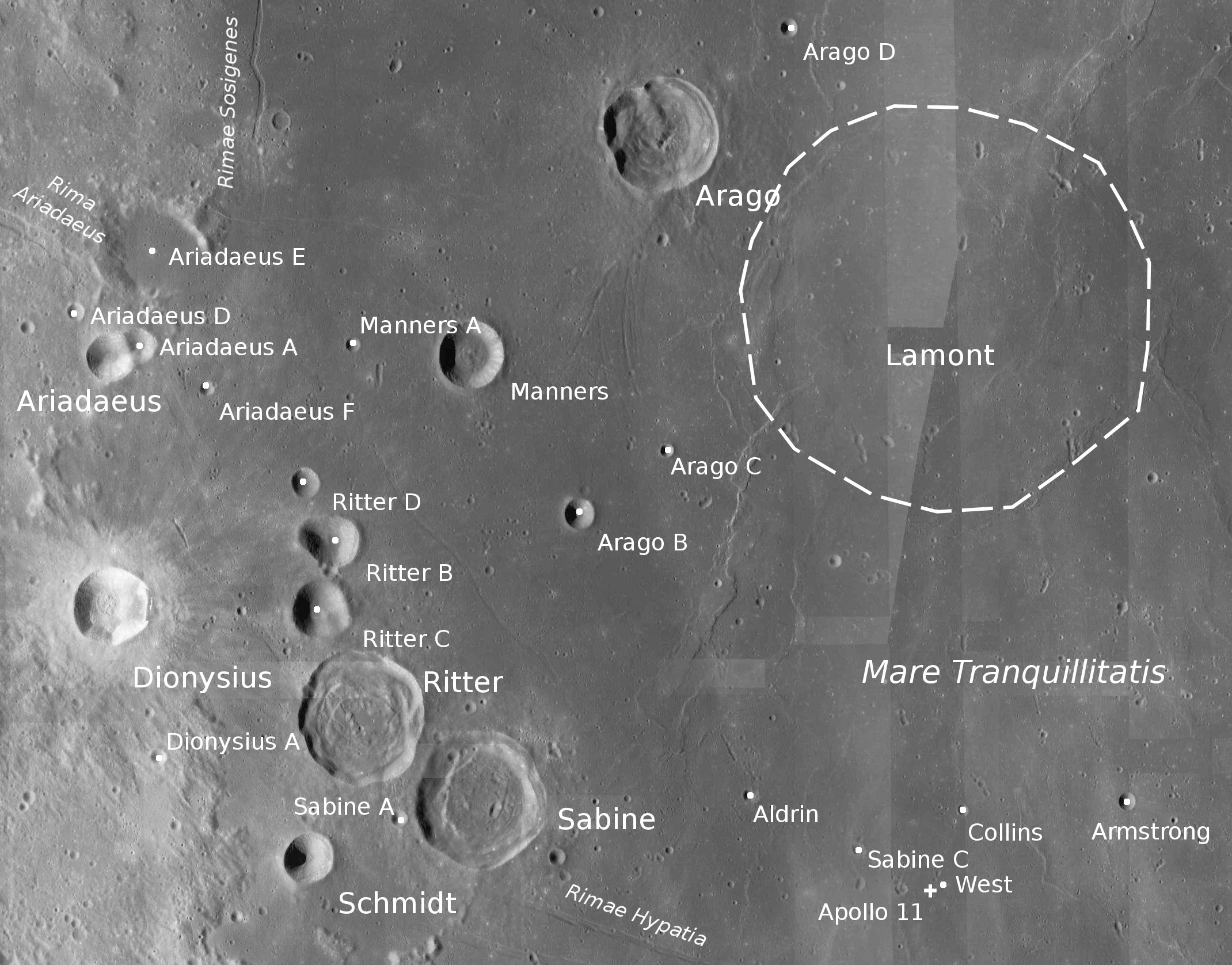
Околиці кратера Ріттер. Світлина зонда Lunar Reconnaissance Orbiter.

Найближчими сусідами кратера Ріттер є кратер Діонісій на заході північному заході; кратер Маннерс на півночі північному сході; кратер Себін на південному сході (вали кратерів Себін і Ріттер розділяє долина шириною у декілька кілометрів) і кратер Шмідт на півдні південному заході. З північно-західного боку до кратера підходять Борозни Ріттера; на південному сході знаходиться  борозна Іпатії. Селенографічні координати центра кратера 1°58′ пн. ш. 19°10′ сх. д. / 1.96° пн. ш. 19.17° сх. д., діаметр 29,5 км, глибина 1300 м.
Кратер Ріттер має полігональну форму й практично не зазнав руйнувань. Вал має чітко окреслену крайку, внутрішній схил вала має сліди обвалів. Дно чаші пересічене, з декількома кільцевими хребтами, концентричними відносно вала та з окремим пагорбами. За морфологічними ознаками кратер належить до типу TRI (за назвою типового представника цього класу — кратера Тріснеккер.
Кратер має незначну глибину, так як і схожий з ним за морфологічними ознаками кратер Себін. З цієї причини, також як і через видиму відсутність радіальних викидів порід і вторинних кратерів, розташування поблизу грабена (борозни Іпатії), висловлювалось допущення, що обидва кратери є вулканічними кальдерами. З позицій теперішніх уявлень невелика глибина кратера пояснюється ізостатичним підняттям порід, обумовленим невеликою товщиною місячної кори у басейні Моря Спокою і високими температурами лави, що знизили її в'язкість, що дозволило поверхні дна чаші кратера швидше досягнути ізостатичної рівноваги з породами басейну.

## Сателітні кратери

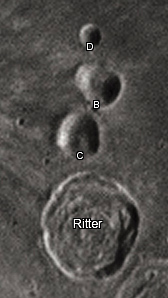
Світлина, зроблена Девідом Кемпбеллом

| Риттер | Координати                                              | Діаметр, км |
| ------ | ------------------------------------------------------- | ----------- |
| B      | 3°15′ пн. ш. 18°56′ сх. д. / 3.25° пн. ш. 18.93° сх. д. | 14,2        |
| C      | 2°45′ пн. ш. 18°52′ сх. д. / 2.75° пн. ш. 18.86° сх. д. | 12,7        |
| D      | 3°39′ пн. ш. 18°44′ сх. д. / 3.65° пн. ш. 18.74° сх. д. | 6,6         |

## Галерея

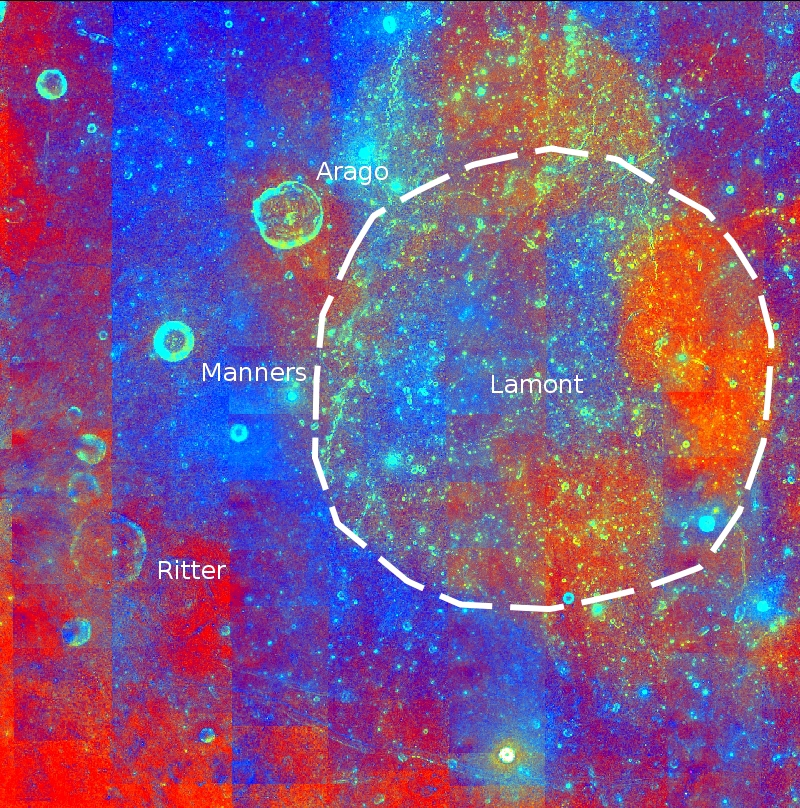
Світлина камери ультрафіолетового/видимого спектра зонда «Клементина».
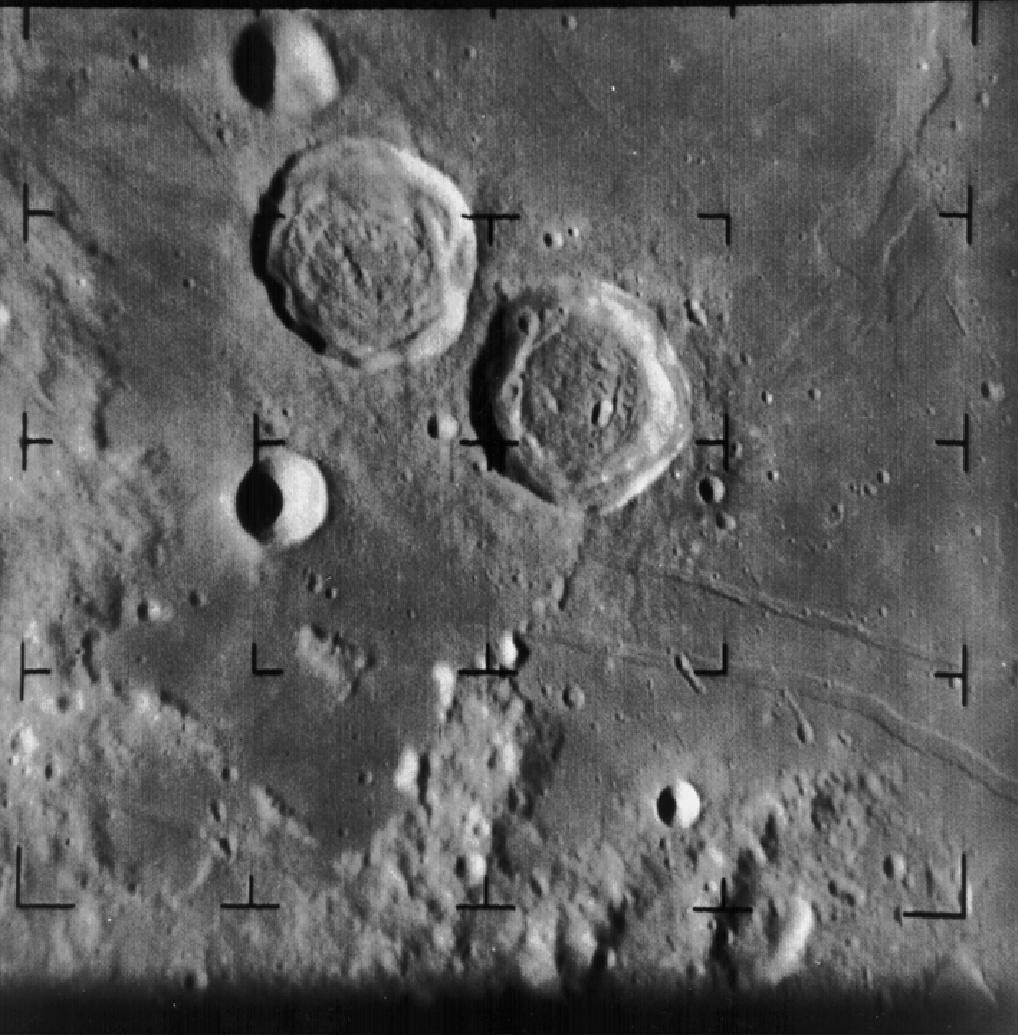
Світлина кратерів Риттер і Себін з борта зонда «Рейнджер-8».
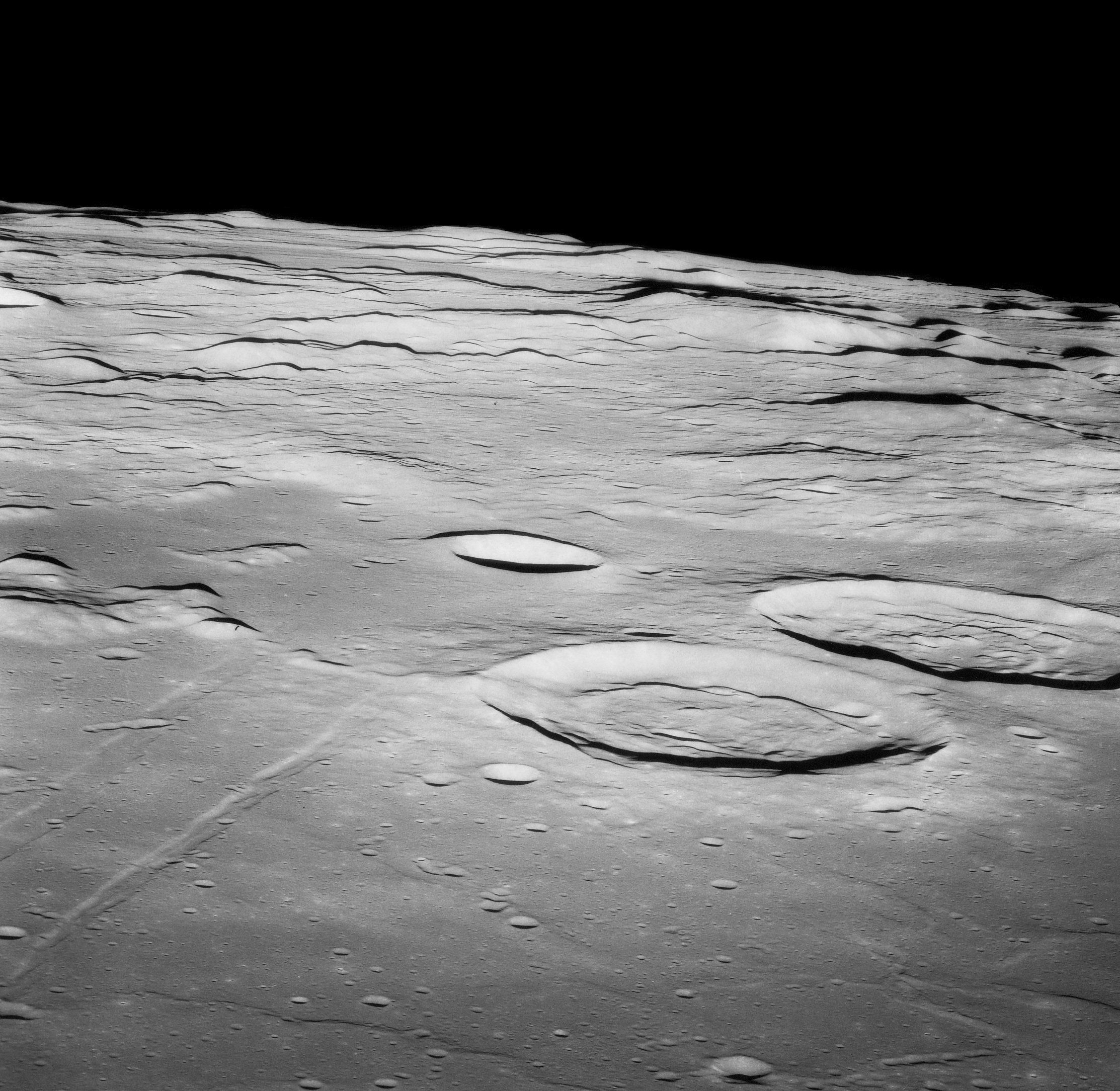
Світлина кратерів Ріттер і Себін (на передньому плані) з борта Аполлона-11. У нижній частині ліворуч світлини видно борозни Іпатії, у центрі – кратер Шмідт[en].